# Nowgong
Nowgong (o Nowgaon) è una suddivisione dell'India, classificata come municipality, di 33.024 abitanti, situata nel distretto di Chhatarpur, nello stato federato del Madhya Pradesh. In base al numero di abitanti la città rientra nella classe III (da 20.000 a 49.999 persone).

## Geografia fisica
La città è situata a 25° 4' 0 N e 79° 27' 0 E e ha un'altitudine di 224 m s.l.m..

## Società

### Evoluzione demografica
Al censimento del 2001 la popolazione di Nowgong assommava a 33.024 persone, delle quali 17.923 maschi e 15.101 femmine. I bambini di età inferiore o uguale ai sei anni assommavano a 4.793, dei quali 2.576 maschi e 2.217 femmine. Infine, coloro che erano in grado di saper almeno leggere e scrivere erano 23.934, dei quali 14.070 maschi e 9.864 femmine.